# Cephonodes leucogaster
Cephonodes leucogaster  es una polilla de la familia Sphingidae. Es un endemismo de Madagascar.